# Angelica apaensis
Angelica apaensis är en flockblommig växtart som beskrevs av R.H.Shan och C.Q.Yuan. Angelica apaensis ingår i släktet kvannar, och familjen flockblommiga växter. Inga underarter finns listade i Catalogue of Life.